# Krystyna Pieczulis
Krystyna Pieczulis, po mężu Smoczyńska (ur. 12 listopada 1962) – polska lekkoatletka, specjalizująca się w biegach długich, medalistka mistrzostw Polski.

## Kariera sportowa
Była zawodniczką AZS-AWF Gorzów Wlkp., AZS-AWF Katowice i AZS-UWM Olsztyn.
Na mistrzostwach Polski seniorek zdobyła cztery medale: srebrne w półmaratonie w 1997 i 1999, srebrny w biegu przełajowym w 1999 i brązowy w półmaratonie w 1998. W swojej karierze wygrała maratony w Essen (1994), Hamburgu (1996), Vancouver (1998, 1999, 2000), Casablance (1998, 1999), Karlsruhe (2000).
Reprezentowała Polskę na mistrzostwach Świata w półmaratonie w 1999, zajmując 49. miejsce. Wielokrotnie zdobywała medale w zawodach weteranów, m.in. złote na mistrzostwach świata w 2002 w biegu ulicznym na 10 km, na mistrzostwach Europy w biegu przełajowym w 2003, na mistrzostwach świata w 2003 w biegu na 10 000 metrów, na mistrzostwach świata w 2004 w biegu ulicznym na 10 km, Na zawodach World Masters Games w 2005 zwyciężyła w biegach na 5000 metrów, 10 000 metrów i półmaratonie, na zawodach World Masters Games w 2009 wygrała bieg uliczny na 10 km. Na European Masters Games w 2011 wygrała bieg na 10 000 metrów. W halowych mistrzostwach Europy w 2015 zwyciężyła w klasyfikacji drużynowej biegu przełajowego.
Jest wykładowcą Studium Wychowania Fizycznego i Sportu na Uniwersytecie Warmińsko-Mazurskim w Olsztynie i opiekunką sekcji lekkoatletycznej AZS UWM Olsztyn.
Rekordy życiowe:
- 1500 m: 4.25.27 (11.06.1988)[1].
- 3000 m: 9.36.38 (26.08.1988)[1].
- 5000 m: 16.49.86 (21.06.1988)[1].
- półmaraton: 1.13.27 (09.12.1997)[7]
- maraton: 2.37.51 (08.12.1996)[7]